# Пирс, Глен
Глен А́рнольд Пирс (англ. Glen Arnold Pierce; 19 сентября 1941 — 17 сентября 2011, Мэпл-Ридж, Британская Колумбия) — канадский кёрлингист и тренер по кёрлингу.
В качестве тренера мужской сборной Канады участник чемпионата мира 2000 (команда стала чемпионами мира). Чемпион Канады среди смешанных команд (1982).

## Достижения
- Чемпионат Канады по кёрлингу среди смешанных команд: золото (1982)[2].

## Команды
| Сезон                                          | Четвёртый | Третий           | Второй      | Первый         | Запасной | Турниры           |
| ---------------------------------------------- | --------- | ---------------- | ----------- | -------------- | -------- | ----------------- |
| 1978—79                                        | Глен Пирс | Уэйн Мэттьюсон   | Eric Davey  | Fuji Miki      |          | ЧК 1979 (8 место) |
| 1980—81                                        | Глен Пирс | Уэйн Мэттьюсон   | Bruce Davey | Fuji Miki      |          | [ 3 ]             |
| 1992—93                                        | Глен Пирс | Брент Пирс       | ?           | ?              |          |                   |
| Кёрлинг среди смешанных команд (mixed curling) |           |                  |             |                |          |                   |
| 1981—82                                        | Глен Пирс | Marlene Neubauer | Fuji Miki   | Sharon Bradley |          | ЧКСК 1982         |

(скипы выделены полужирным шрифтом)

## Результаты как тренера национальных сборных
| Год  | Турнир                                       | Сборная          | Место |
| ---- | -------------------------------------------- | ---------------- | ----- |
| 2000 | Чемпионат мира по кёрлингу среди мужчин 2000 | Канада (мужчины) | 1     |

## Частная жизнь
Его сын Брент Пирс — кёрлингист, чемпион Канады и мира среди мужчин 2000, Глен был тренером команды Брента на чемпионате мира 2000.